# Елишевич, Аркадий Танхумович
Арка́дий Танху́мович Елише́вич (17 июля 1932 — 24 апреля 2002) — советский горный инженер, учёный, доктор технических наук, профессор Донецкого политехнического института.

## Биография
Родился 17 июля 1932 года в Днепропетровске. В 1955 году окончил Донецкий индустриальный институт, получив квалификацию горного инженера-технолога по специальности «Обогащение полезных ископаемых». Долгие годы работал на производстве (1955—1981), пройдя путь от сменного мастера до главного обогатителя дирекции по производству объединения «Донецкуглеобогащение».
С 1981 года его трудовая деятельность связана с Донецким политехническим институтом. Профессор (1981—1987), заведующий кафедрой «Обогащение полезных ископаемых» (1987—1994). Оставил работу в связи с выездом в Израиль на постоянное место жительства.
Внес вклад в модернизацию материальной базы кафедры, оснащение её новыми установками и приборами, в развитие прикладной эффективности учебного процесса при подготовке инженеров-обогатителей.
Основное научное направление — теория и практика обогащения мелкозернистого угля и брикетирования полезных ископаемых. Заложил основы нового научного направления с масляной селекции угля.
Подготовил 2 доктора и 5 кандидатов наук.

## Творческое наследие
Опубликовал более 200 научных работ, в том числе 2 учебных пособия, 50 изобретений.
Монографии:
- «Брикетирование полезных ископаемых» (издания 1989 и 1990),
- «Обогащение ультратонких углей» (1986).